# Xã Pratt, Quận Lyman, Nam Dakota
Xã Pratt (tiếng Anh: Pratt Township) là một xã thuộc quận Lyman, tiểu bang Nam Dakota, Hoa Kỳ. Năm 2010, dân số của xã này là 16 người.